# Császárok klubja
A Császárok klubja (eredeti cím: The Emperor's Club) 2002-ben bemutatott amerikai filmdráma, melyet Michael Hoffman rendezett, Ethan Canin amerikai író 1984-es The Palace Thief című novellájából. A főbb szerepekben Kevin Kline és Emile Hirsch látható.
A film William Hundert történelemtanárról szól, aki egy bentlakásos fiúiskolában tanít. Életébe nagy fordulatot visz egy új diákja, Sedgewick Bell, akiben meglátja a tehetséget, csakhogy a fiú nem hajlandó a sikeréért tenni. Kezdetben negatív magatartást mutat az iskolában, majd mikor tanára motivációjának hála, elkezd tanulni, elindul a "Julius Caesar" iskolai kvízversenyen.

## Cselekmény
William Hundert történelemtanár a Szent Benedek középiskolában tanít. Él-hal a munkájáért, nem csak az ókori görögökkel és rómaiakkal kapcsolatos tananyagot adja át diákjainak, hanem feladatának érzi, hogy diákjai jellemét is formálja, a helyes életvitelre nevelje őket. A hetvenes években érkezik a gimnáziumba egy diák, Sedgewick Bell, a nyugat-virginiai szenátor fia, aki nem csak magára, hanem többi diáktársára is rossz hatással van az iskolában. Diáktársaival átszöknek a szomszédos lány iskolába, ahol majdnem meztelen fürdőzésre csábítja őket. A tanár ekkor jön rá, hogy nem hagyhatja, hogy ez a magatartás tovább fajuljon.
Felkeresi Bell apját, a szenátort, hogy elmondja, hogyan viselkedik a fia az iskolában. A szenátor miután ajándékoz a tanárnak egy pisztolyt, megkéri őt, hogy ne formálja a gyerek jellemét, azt majd megteszi ő.
A tanár ettől függetlenül elhatározza, hogy kezébe veszi a diákja sorsát. Ajándékoz neki egy könyvet, melyből maga is tanult a középiskolában. A diák elkezd tanulni az ajándék könyvből, és másnap sikeresen ír egy esszét, mellyel továbbjut az iskolában megrendezett "Julius Caesar" versenyen. A további döntők során is jeleskedik, ám amikor a döntőbe való továbbjutásról van szó, a diák kevesebb pontot ér el, mint a másik 3 diáktársa. William tanár úr megemeli Bill pontszámát az iránta érzett szimpátia miatt. Így, a diák eljut a döntőbe, ahol másik két barátjával kell összemérni tudását egy kvízműsor kereteiben. A tanár úr nagy csalódására, Bill puskázik, így a tanár egy olyan kérdést tesz fel neki, amit nem írtak le sehova, mégis, szinte minden órán elhangzott. Miután a diák nem tudott válaszolni, más nyerte a versenyt.
Bill ezek után visszatért régi magatartásához, ismét nem tanult, de már nem is érdekelték a jegyei. Nem sokkal elballagása után az akkori igazgató elhunyt, William tanár úr (aki egyben igazgatóhelyettes) nem nyeri el áhított posztját, így abbahagyja addigi munkáját és nyugdíjba vonul.
25 évvel később Bill már egy gazdag üzletember, aki nagy mértékű adományt készül adni az iskolának, csak azért cserébe, hogy megpróbálhassa megint a "Julius Caesar"  versenyt. A versenyre az ő otthonában kerül sor, melyre minden volt osztálytársát és azok családját meghívja, és szintén azokkal akar versenyezni, akikkel régen is tette. A tanár úr, csak úgy, mint régen is, lezsűrizi az egész vetélkedőt.
Nagy sajnálatára észreveszi, hogy Bill ismét csalt, ezért ismét olyan kérdést tesz fel, amire Bill nem tudhatja a választ. William és Bill ezek után elbeszélget a fiúval és megtudja, hogy Billnek nem az számít, hogy elvekkel és szabályokkal győzzünk, csak az, hogy győzzünk.
Bill ezek után elindul a választásokon, csak úgy, mint ahogy az apja tette. William ezek után visszamegy dolgozni a régi iskolájába, ahol tovább építi diákjai személyiségét.

## Szereplők
| Szerep              | Színész                       | Magyar hang    |
| ------------------- | ----------------------------- | -------------- |
| William Hundert     | Kevin Kline                   | Kőszegi Ákos   |
| Sedgewick Bell      | Emile Hirsch (tizenévesen)    | Baráth István  |
| Sedgewick Bell      | Joel Gretsch (felnőttként)    | Széles Tamás   |
| Elizabeth           | Embeth Davidtz                | Juhász Judit   |
| James Ellerby       | Rob Morrow                    | Czvetkó Sándor |
| Woodbridge igazgató | Edward Herrmann               | Konrád Antal   |
| Hiram Bell szenátor | Harris Yulin                  | Kristóf Tibor  |
| Martin Blythe       | Paul Dano (tizenévesen)       | Gacsal Ádám    |
| Martin Blythe       | Steven Culp (felnőttként)     | F. Nagy Zoltán |
| Louis Masoudi       | Jesse Eisenberg (tizenévesen) | Czető Roland   |
| Louis Masoudi       | Patrick Dempsey (felnőttként) | Damu Roland    |

## Kritikai visszhang
A film közepes kritikákat szerzett. A Rotten Tomatoes-on 128 kritika összegzése után 50%-on áll. A szöveges értékelés szerint „bár Kline kiválóan alakítja Hundertet, a film túlzottan unalmas és szentimentális ahhoz, hogy kitűnjön a műfajának többi alkotása közül”. A Metacriticen 100-ból 49 pontot ért el, 32 kritika alapján.